# Finale (programa de computador)
Finale é um programa de computador, do tipo shareware, de edição de partituras e notação musical, produzido pela MakeMusic. Este editor oferece ferramentas que permite: criar, gravar, editar, imprimir e reproduzir as suas próprias partituras na notação musical básica. Considerado um dos principais programas do ramo.
O programa foi descontinuado no dia 26 de agosto de 2024.

## Sistemas
Há versões para os sistemas Microsoft Windows e Mac OS. Sendo considerado um dos editores de partitura mais populares para computador.

## Características
Possui uma biblioteca de instrumentos abrangente, por exemplo: big band de jazz e Banda Marcial. Possui a ferramenta SmartMusic, que ajuda professores de música criarem exercícios para os alunos, sendo possível produzir mais de 50 mil exercícios.